# 奥拉库尔
奥拉库尔（法語：Holacourt，法語發音：[ɔlakuʁ]；洛林语：Holauco）是法国摩泽尔省的一个市镇，位于该省中南部，属于福尔巴克-布莱摩泽尔区。

## 地理
奥拉库尔（48°58'20"N, 6°30'48"E）面积2.92 平方千米，位于法国大東部大區摩泽尔省，该省份为法国东北部内陆省份，是洛林的一部分，西南接默尔特-摩泽尔省，东临下莱茵省，北与卢森堡和德国接壤。
与奥拉库尔接壤的市镇（或旧市镇、城区）包括：阿兰库尔、埃尔尼、莱斯、马尼、瓦蒂蒙。

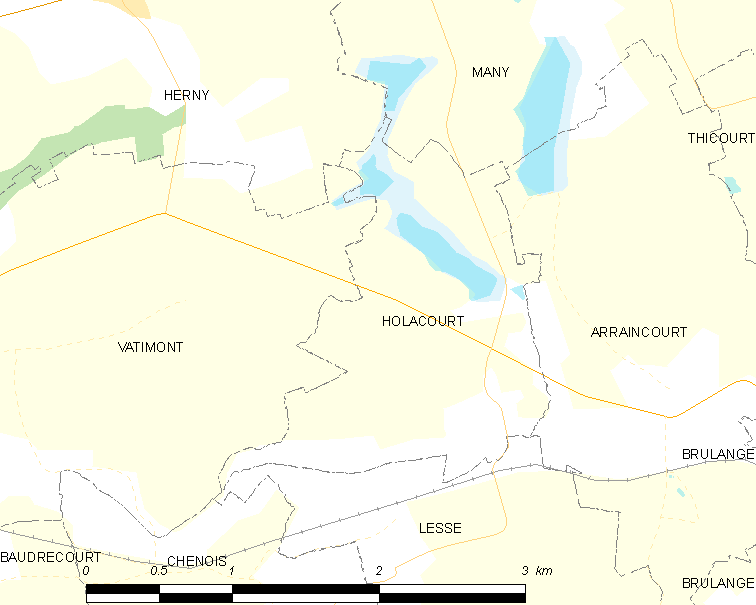
奥拉库尔的OSM定位图

奥拉库尔的时区为UTC+01:00、UTC+02:00（夏令时）。

## 行政
奥拉库尔的邮政编码为57380，INSEE市镇编码为57328。

## 政治
奥拉库尔所属的省级选区为福尔克蒙县。

## 人口

1962-2008年间奥拉库尔人口变化图示

奥拉库尔于2022年1月1日时的人口数量为91人。